# شوجو يوشيكاوا
شوجو يوشيكاوا (باليابانية: 吉川 翔梧) (مواليد 8 أبريل 1995)، هو لاعب كرة قدم ياباني سابق كان يلعب كلاعب وسط.

## وصلات خارجية
- شوجو يوشيكاوا على موقع رابطة كرة القدم اليابانية للمحترفين (اليابانية)
- شوجو يوشيكاوا على موقع قاعدة بيانات كرة القدم.إي يو (الإنجليزية)
- شوجو يوشيكاوا على موقع Soccerway.com (الإنجليزية)
- شوجو يوشيكاوا على موقع عالم كرة القدم.نت (الإنجليزية)